# Comuna uno de Valledupar
La Comuna uno (también escrita como Comuna 1 o Comuna I), es una de las seis comunas en que está dividida la ciudad de Valledupar, capital del departamento del Cesar. Tiene una extensión territorial total de 305 hectáreas que están completamente urbanizadas.

## Barrios
La Comuna uno está conformada por algunos de los barrios que son llamados el 'viejo Valledupar' o zona colonial española de la ciudad que fueron originalmente fundados en 1550 alrededor de la Plaza Mayor. Los barrios que forman parte de esta comuna son:
| - El Centro - Loperena - Altagracia - La Garita - El Cerezo - El Carmen - Gaitán - Kennedy | - La Granja - San Jorge - Sicarare - Santo Domingo - San Antonio - Las Palmas - Pablo VI | - Guatapurí - Santa Ana (Hernando de Santana) - Las Delicias - Zona Hospital - San Vicente - Alfonso López |

## Instituciones educativas
Las siguientes instituciones educativas tienen sedes en la comuna uno:
- Colegio Nacional Loperena, barrio Loperena Calle 16 11-75
- Colegio Prudencia Daza, barrio La Granja Calle 19B 12-80
- Escuela Urbana Mixta Guatapurí, barrio Guatapurí Calle 20 18C 100
- Escuela Urbana Mixta Sede No. 6 barrio El Centro Calle 15 4 12
- Escuela Urbana Mixta Hogar Shalon Paz, barrio El Centro Cra 7 19- 13
- Escuela Urbana Mixta Santo Domingo, barrio Santo Domingo Cra 4G con calle 19B
- Institució Educativa Dennys Zuleta de Gnecco, barrio La Esperanza (Oriente), Calle 16 Mz 23
- Escuela Urbana Mixta Rafael Castro Trespalacios, sector El Paraíso, Cra 2A 13B-66
- Colegio Gimnasio del Saber
- Colegio Santa Fe
- Centro educativo Santa Teresita

## Localización

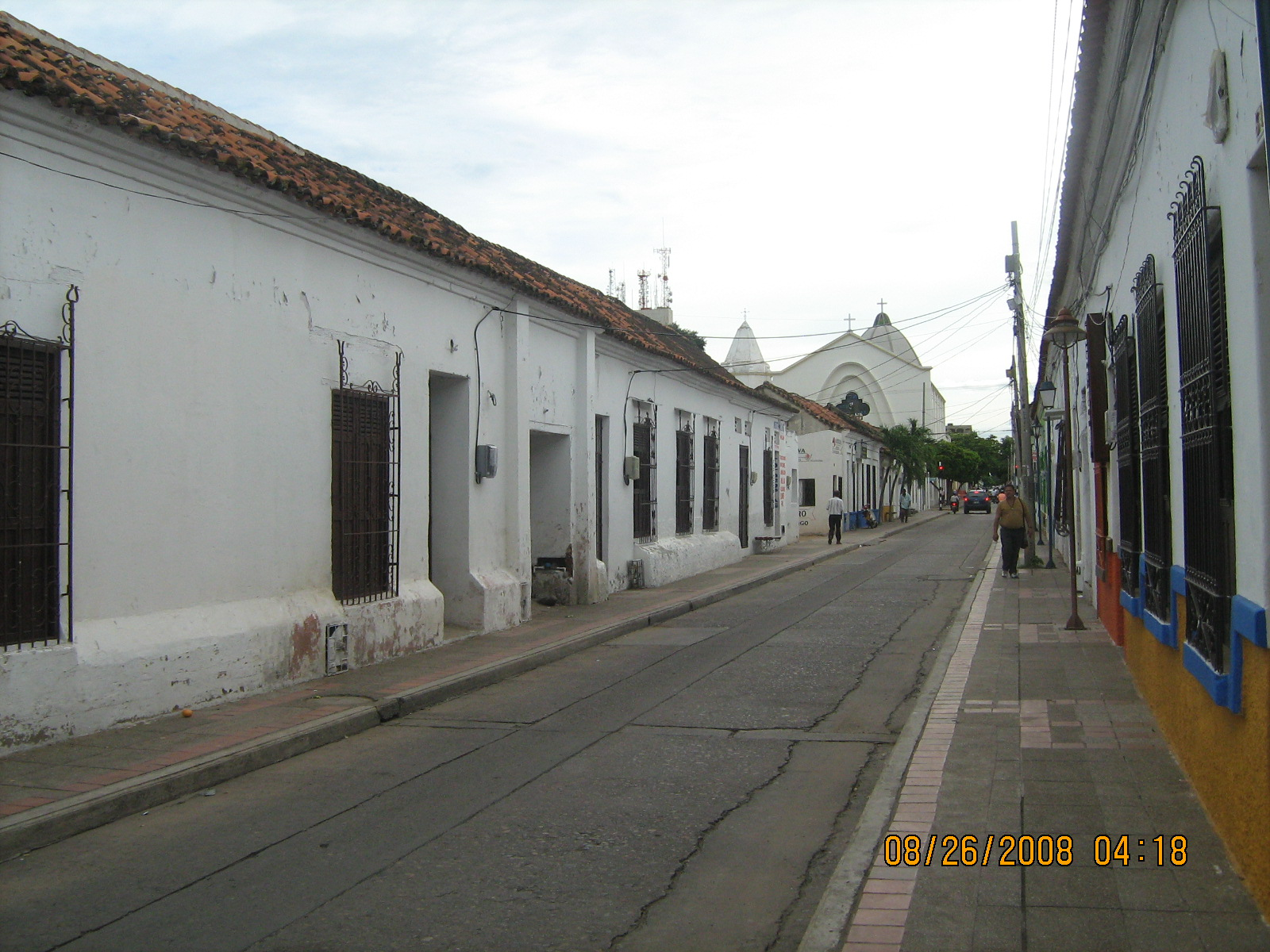
Calle 15 con vista de oriente a occidente. La Catedral al fondo en el sector colonial de Valledupar.

La Comuna uno limita al norte con la calle 14 y la comuna seis, hacia el oriente con la Carrera 4, que colinda con la rivera del río Guatapurí, Por el occidente limita con la Carrera 19 'Avenida Simón Bolívar' y las comuna cuatro y cinco; Al sur limita principalmente con la Calle 21, pero también cubre porciones de la intersección que forma la glorieta de La Ceiba, con la Diagonal 21 Avenida 'Turbay Ayala' y la Carrera 18D, donde colinda con la comuna cinco y dos.